# Coupe des nations de saut d'obstacles 2018
Navigation
Édition précédente Édition suivante
La Coupe des nations de saut d'obstacles 2018 est la 16e édition du circuit coupe des nations organisé par la FEI.

## Nations participantes
Pays participants par divisions :
| Europe, Division 1                                                                                     | Europe, Division 2 | Amérique du Nord                | Amérique du Sud     | Afrique                           | Asie/Océanie               | Moyen-Orient                                            |
| --- | --- | ------------------------------- | ------------------- | --------------------------------- | -------------------------- | ------------------------------------------------------- |
| - Belgique - Espagne - France - Royaume-Uni - Allemagne - Irlande - Italie - Pays-Bas - Suisse - Suède | - Autriche - Bulgarie - Tchéquie - Danemark - Estonie - Finlande - Grèce - Hongrie - Luxembourg - Norvège - Pologne - Portugal - Roumanie - Russie - Slovénie - Slovaquie - Turquie - Ukraine | - Canada - Mexique - États-Unis | - Brésil - Colombie | - Égypte - Maroc - Afrique du Sud | - Japon - Nouvelle-Zélande | - Arabie saoudite - Qatar - Syrie - Émirats arabes unis |

## Calendrier et résultats

### Europe, Division 1
| Date                  | Ville      | Pays        | Type    | Équipe vainqueur |
| --------------------- | ---------- | ----------- | ------- | ---------------- |
| 26 au 29 avril 2018   | Šamorín    | Slovaquie   | CSIO-5* | Suisse           |
| 17 au 20 mai 2018     | La Baule   | France      | CSIO-5* | Brésil           |
| 31 mai au 3 juin 2018 | Saint-Gall | Suisse      | CSIO-5* | France           |
| 14 au 17 juin 2018    | Sopot      | Pologne     | CSIO-5* | Belgique         |
| 21 au 24 juin 2018    | Rotterdam  | Pays-Bas    | CSIO-5* | Belgique         |
| 12 au 15 juillet 2018 | Falsterbo  | Suède       | CSIO-5* | Pays-Bas         |
| 26 au 29 juillet 2018 | Hickstead  | Royaume-Uni | CSIO-5* | Irlande          |
| 8 au 12 août 2018     | Dublin     | Irlande     | CSIO-5* | Mexique          |

### Europe, Division 2
| Date              | Ville    | Pays    | Type    | Équipe vainqueur |
| ----------------- | -------- | ------- | ------- | ---------------- |
| 9 au 12 août 2018 | Budapest | Hongrie | CSIO-5* | Autriche         |

### Amérique du Nord, Amérique centrale et Caraïbes
| Date                  | Ville     | Pays       | Type    | Équipe vainqueur |
| --------------------- | --------- | ---------- | ------- | ---------------- |
| 14 au 18 février 2018 | Ocala     | États-Unis | CSIO-5* | Canada           |
| 19 au 22 avril 2018   | Coapexpan | Mexique    | CSIO-5* | Canada           |
| 29 mai au 3 juin 2018 | Langley   | Canada     | CSIO-5* | Irlande          |

### Moyen-Orient
| Date                  | Ville     | Pays                | Type    | Équipe vainqueur |
| --------------------- | --------- | ------------------- | ------- | ---------------- |
| 14 au 17 février 2018 | Abou Dabi | Émirats arabes unis | CSIO-5* | Nouvelle-Zélande |

### Finale

#### Équipes qualifiées
| Division           | Qualifiés |
| ------------------ | --- |
| Europe, Division 1 | Belgique, Irlande, Suisse, France, Pays-Bas, Royaume-Uni, Suède, Allemagne (en remplacement Asie/Australie), Italie (en remplacement Amérique du Sud), Espagne (pays hôte) |
| Europe, Division 2 | Autriche, Hongrie (s'est retiré) |
| Amérique du Nord   | Canada, États-Unis |
| Amérique du Sud    | Brésil, 2e équipe non attribuée (place reversée Europe, Division 1) |
| Afrique            | Égypte (s'est retirée) |
| Océanie            | Nouvelle-Zélande (s'est retirée), Japon (s'est retiré, place reversée Europe, Division 1)                                                                                  |
| Moyen-Orient       | Arabie saoudite (s'est retirée), Émirats arabes unis, Qatar (s'est retiré)                                                                                                 |

#### Résultat
| Date                | Ville     | Pays    | Type    | Équipe vainqueur |
| ------------------- | --------- | ------- | ------- | ---------------- |
| 4 au 7 octobre 2018 | Barcelone | Espagne | CSIO-5* | Belgique         |